# Acanthodactylus boueti
Acanthodactylus boueti (гребнепала ящірка Шабано) — вид ящірок родини ящіркових (Lacertidae). Мешкає в Західній Африці. Вид названий на честь французького лікаря і орнітолога Жоржа Буе.

## Поширення і екологія
Гребнепалі ящірки Шабано мешкають в Гані, Того, Беніні і Нігерії. Вони живуть у вологій Гвінейській савані та в більш сухій Суданській савані, на висоті до 500 м над рівнем моря.